# 豊清町
豊清町（ほうせいちょう）は、愛知県豊橋市の地名。

## 地理
豊橋市南東部に位置する。東は原町、西は三弥町、南は細谷町・東細谷町、北は中原町に接する。

### 河川
- 平山池[1]
- 東池[1]
- 瓢簞池[1]

### 字一覧
- 籠田（かごた）[WEB 5]
- 茶屋ノ下（ちゃやのした）[WEB 5]
- 西畑（にしばた）[WEB 5]
- 比舎古（ひしゃご）[WEB 5]
- 豊清（ほうせい）[WEB 5]

## 歴史

### 人口の変遷
国勢調査による人口および世帯数の推移。
| 1995年（平成7年）  | 180世帯 683人 |  |
| 2000年（平成12年） | 159世帯 632人 |  |
| 2005年（平成17年） | 170世帯 646人 |  |
| 2010年（平成22年） | 174世帯 624人 |  |
| 2015年（平成27年） | 189世帯 596人 |  |

### 沿革
- 1955年（昭和30年） - 豊橋市二川町二川・谷川の各一部により、同市豊清町が成立[2]。

## 交通
- 東海道新幹線[1]
- 国道1号[1]

## 施設
- 弥栄神社[1]

### WEB
1. ↑  “愛知県豊橋市の町丁・字一覧”.   人口統計ラボ. 2023年4月13日閲覧。
2. ↑  総務省統計局 (2017年1月27日). “平成27年国勢調査の調査結果(e-Stat) - 男女別人口及び世帯数 －町丁・字等” (CSV). 2021年7月21日閲覧。
3. ↑  “愛知県豊橋市の郵便番号一覧”.   日本郵便. 2023年4月13日閲覧。
4. ↑  “市外局番の一覧” (PDF).   総務省 (2022年3月1日). 2022年3月22日閲覧。
5. 1 2 3 4 5  “愛知県豊橋市 住所一覧から地図を検索”.   ONE COMPATH. 2023年8月17日閲覧。
6. ↑  総務省統計局 (2014年3月28日). “平成7年国勢調査の調査結果(e-Stat) - 男女別人口及び世帯数 －町丁・字等” (CSV). 2021年7月20日閲覧。
7. ↑  総務省統計局 (2014年5月30日). “平成12年国勢調査の調査結果(e-Stat) - 男女別人口及び世帯数 －町丁・字等” (CSV). 2021年7月20日閲覧。
8. ↑  総務省統計局 (2014年6月27日). “平成17年国勢調査の調査結果(e-Stat) - 男女別人口及び世帯数 －町丁・字等” (CSV). 2021年7月21日閲覧。
9. ↑  総務省統計局 (2012年1月20日). “平成22年国勢調査の調査結果(e-Stat) - 男女別人口及び世帯数 －町丁・字等” (CSV). 2021年7月21日閲覧。
10. ↑  総務省統計局 (2017年1月27日). “平成27年国勢調査の調査結果(e-Stat) - 男女別人口及び世帯数 －町丁・字等” (CSV). 2021年7月21日閲覧。

### 書籍
1. 1 2 3 4 5 6 7 8  「角川日本地名大辞典」編纂委員会 1989, p. 1795.
2. ↑  「角川日本地名大辞典」編纂委員会 1989, p. 1202.